# Joseph Guillemot
Joseph Guillemot (Le Dorat, 1º ottobre 1899 – Oradour-Saint-Genest, 9 marzo 1975) è stato un mezzofondista francese, campione olimpico dei 5000 metri piani ai Giochi di Anversa 1920.

## Palmarès
| Anno | Manifestazione  | Sede    | Evento            | Risultato | Prestazione | Note            |
| ---- | --------------- | ------- | ----------------- | --------- | ----------- | --------------- |
| 1920 | Giochi olimpici | Anversa | 5000 m piani      | Oro       | 14'55"6     | Record mondiale |
| 1920 | Giochi olimpici | Anversa | 10000 m piani     | Argento   | 31'47"2     |                 |
| 1920 | Giochi olimpici | Anversa | Cross individuale | Finale    | dnf         |                 |
| 1920 | Giochi olimpici | Anversa | Cross a squadre   | 5º        | 40 p.       |                 |